# Colotois rufescens
Colotois rufescens là một loài bướm đêm trong họ Geometridae.